# Poříčanská
Poříčanská je ulice v Hloubětíně na Praze 14, která spojuje ulici Klánovickou s křižovatkou ulic V Chaloupkách a Cidlinská. Od ulice Klánovická vede směrem na jihovýchod a zároveň stoupá k vrchu Lehovec (přibližně od 235 do 240 metrů nad mořem).

## Historie a názvy
Nazvána je podle středočeské obce Poříčany v okrese Kolín. Ulice vznikla a byla pojmenována v roce 1931.
Zástavbu tvoří rodinné domy se zahradami.